# Championnats d'Europe de taekwondo 2014
Navigation
Édition précédente Édition suivante
Les championnats d'Europe de taekwondo 2014 ont eu lieu entre le 1er et le 4 mai 2014 à Bakou, en Azerbaïdjan. Il s'agit de la vingt-et-unième édition des championnats d'Europe de taekwondo.

## Podiums

### Hommes
| Catégorie             | Or                   | Argent            | Bronze             |
| --------------------- | -------------------- | ----------------- | ------------------ |
| Poids Fin (–54 kg)    | Stepan Dimitrov      | Georgios Simitsis | Mehmet Dolas       |
| Poids Fin (–54 kg)    | Stepan Dimitrov      | Georgios Simitsis | Jesus Tortosa      |
| Poids mouche (–58 kg) | Rui Braganca         | Levent Tuncat     | Dylan Chellamootoo |
| Poids mouche (–58 kg) | Rui Braganca         | Levent Tuncat     | Ruslan Poiseev     |
| Poids coq (–63 kg)    | Jaouad Achab         | Jure Pantar       | Mario Silva        |
| Poids coq (–63 kg)    | Jaouad Achab         | Jure Pantar       | Ioannis Pilavakis  |
| Poids plume (–68 kg)  | Servet Tazegül       | Alexey Denisenko  | Ruebyn Richards    |
| Poids plume (–68 kg)  | Servet Tazegül       | Alexey Denisenko  | Vladislav Arventii |
| Poids léger (–74 kg)  | Albert Gaun          | Torann Maizeroi   | Ilkin Shahbazov    |
| Poids léger (–74 kg)  | Albert Gaun          | Torann Maizeroi   | Andrew Deer        |
| Poids Welter (–80 kg) | Aaron Cook           | Damon Samsum      | Ramin Azizov       |
| Poids Welter (–80 kg) | Aaron Cook           | Damon Samsum      | Mamédy Doucara     |
| Poids moyens (–87 kg) | Radik Isaev          | M'bar N'Diaye     | Lutalo Muhammad    |
| Poids moyens (–87 kg) | Radik Isaev          | M'bar N'Diaye     | Ali Sari           |
| Poids lourds (+87 kg) | Arman-Marshall Silla | Vedran Golec      | Volker Wodzich     |
| Poids lourds (+87 kg) | Arman-Marshall Silla | Vedran Golec      | Leonardo Basile    |

### Femmes
| Catégorie             | Or                     | Argent            | Bronze                   |
| --------------------- | ---------------------- | ----------------- | ------------------------ |
| Poids Fin (–46 kg)    | Hajer Mustapha         | Iryna Romoldanova | Asia Bailey              |
| Poids Fin (–46 kg)    | Hajer Mustapha         | Iryna Romoldanova | Mateja Kunovic           |
| Poids mouche (–49 kg) | Lucija Zaninović       | Yasmina Aziez     | Ivett Gonda              |
| Poids mouche (–49 kg) | Lucija Zaninović       | Yasmina Aziez     | Svetlana Igumenova       |
| Poids coq (–53 kg)    | Ana Zaninović          | Ekaterina Kim     | Floriane Liborio         |
| Poids coq (–53 kg)    | Ana Zaninović          | Ekaterina Kim     | Suvi Mikkonen            |
| Poids plume (–57 kg)  | Eva Calvo              | Jade Jones        | Nikita Glasnovic         |
| Poids plume (–57 kg)  | Eva Calvo              | Jade Jones        | Gunay Aghakishiyeva      |
| Poids léger (–62 kg)  | Nina Klaey             | Marina Sumić      | Rabia Guelec             |
| Poids léger (–62 kg)  | Nina Klaey             | Marina Sumić      | Magda Wiet-Henin         |
| Poids Welter (–67 kg) | Anastasia Baryshnikova | Haby Niaré        | Nur Tatar                |
| Poids Welter (–67 kg) | Anastasia Baryshnikova | Haby Niaré        | Farida Azizova           |
| Poids moyens (–73 kg) | Iva Rados              | Milica Mandić     | Furkan Asena Aydin       |
| Poids moyens (–73 kg) | Iva Rados              | Milica Mandić     | Aleksandra Krzemieniecka |
| Poids lourds (+73 kg) | Bianca Walkden         | Olga Ivanova      | Ana Bajic                |
| Poids lourds (+73 kg) | Bianca Walkden         | Olga Ivanova      | Rosana Simón             |

## Tableau des médailles
| Rang  | Nation      | Or | Argent | Bronze | Total |
| ----- | ----------- | -- | ------ | ------ | ----- |
| 1     | Croatie     | 3  | 2      | 1      | 6     |
| 2     | Russie      | 2  | 3      | 2      | 7     |
| 3     | France      | 1  | 4      | 4      | 9     |
| 4     | Royaume-Uni | 1  | 2      | 4      | 7     |
| 5     | Azerbaïdjan | 1  | 0      | 4      | 5     |
| 5     | Turquie     | 1  | 0      | 4      | 5     |
| 7     | Espagne     | 1  | 0      | 2      | 3     |
| 8     | Moldavie    | 1  | 0      | 1      | 2     |
| 8     | Portugal    | 1  | 0      | 1      | 2     |
| 10    | Biélorussie | 1  | 0      | 0      | 1     |
| 10    | Belgique    | 1  | 0      | 0      | 1     |
| 10    | Île de Man  | 1  | 0      | 0      | 1     |
| 10    | Suisse      | 1  | 0      | 0      | 1     |
| 14    | Allemagne   | 0  | 1      | 2      | 3     |
| 15    | Serbie      | 0  | 1      | 1      | 2     |
| 16    | Grèce       | 0  | 1      | 0      | 1     |
| 16    | Slovénie    | 0  | 1      | 0      | 1     |
| 16    | Ukraine     | 0  | 1      | 0      | 1     |
| 19    | Chypre      | 0  | 0      | 1      | 1     |
| 19    | Finlande    | 0  | 0      | 1      | 1     |
| 19    | Hongrie     | 0  | 0      | 1      | 1     |
| 19    | Italie      | 0  | 0      | 1      | 1     |
| 19    | Pologne     | 0  | 0      | 1      | 1     |
| 19    | Suède       | 0  | 0      | 1      | 1     |
| Total | Total       | 16 | 16     | 32     | 64    |